# Uranhexafluorid

Uranhexafluorid (UF6), även känd som hex, är en kemisk förening av uran och fluor. Uranhexafluorid är ett flyktigt vitt fast ämne som reagerar med vatten och frigör frätande fluorvätesyra. Föreningen reagerar milt med aluminium och bildar ett tunt ytskikt av AlF3 som motstår ytterligare reaktioner från föreningen. UF6 används för att anrika uran, som produceras för tillverkning av bränsle för kärnreaktorer och kärnvapen. Uranhexafluorid korroderar även de flesta metaller.

## Framställning
Malen uranmalm — U3O8 eller "yellow cake" — löses i salpetersyra och ger en lösning av uranylnitrat UO2(NO3)2. Rent uranylnitrat erhålls genom lösningsmedelsextraktion och behandlas sedan med ammoniak för att framställa ammoniumdiuranat ("ADU", (NH4)2U2O7). Reduktion med väte ger UO2, som omvandlas med fluorvätesyra (HF) till urantetrafluorid, UF4. Oxidation av detta med fluor ger UF6.
Under kärnupparbetning reageras uran med klortrifluorid för att ge UF6:
U + 2 ClF3 → UF6 + Cl2

## Egenskaper

### Fysiska egenskaper
Vid atmosfärstryck sublimerar uranhexafluorid vid 56,5 °C. Det fasta tillståndets struktur bestämdes genom neutrondiffraktion vid 77 K och 293 K.

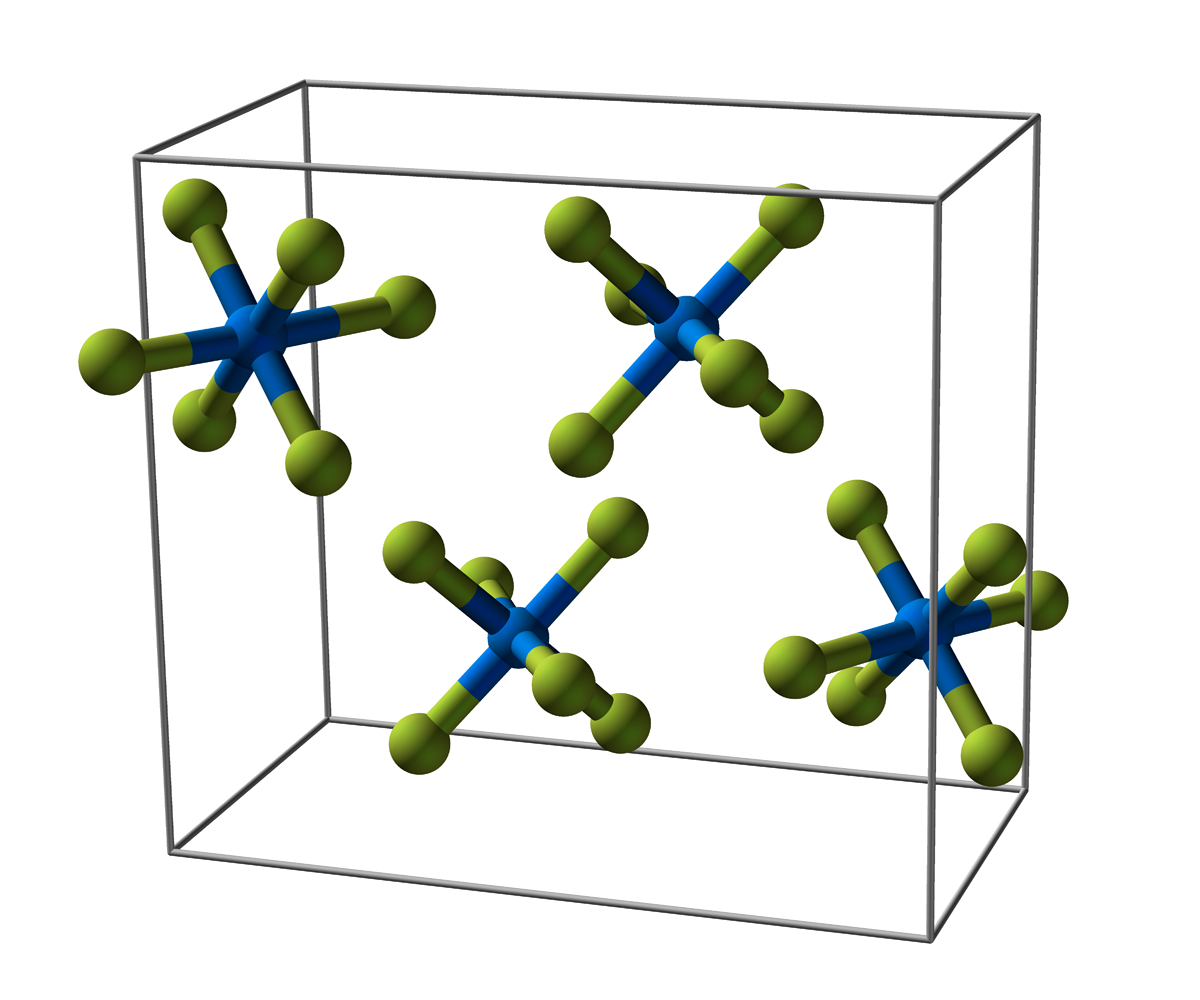
Kul-och-stick-modell av enhetscellen för uranhexafluorid
Bindningslängder och vinklar för gasformig uranhexafluorid[6]

### Kemiska egenskaper
Det har visat sig att uranhexafluorid är en oxidant och en Lewissyra som kan binda till fluor. Till exempel rapporteras reaktionen av koppar(II)fluorid med uranhexafluorid i acetonitril bilda koppar(II)heptafluorouranat(VI), Cu(UF7)2.
Polymera uran(VI)fluorider som innehåller organiska katjoner har isolerats och karakteriserats genom röntgendiffraktion.

## Användning i kärnbränslecykeln

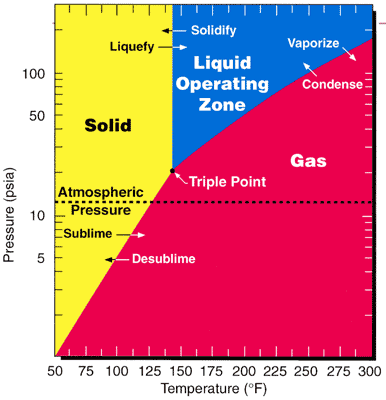
Fasdiagram för UF_{6}.

Som en av de mest flyktiga uranföreningarna är uranhexafluorid relativt bekväm att bearbeta och används i båda de viktigaste urananrikningsmetoderna, nämligen gasdiffusion och gascentrifugmetoden. Eftersom trippelpunkten för UF6 — 64 °C och 152 kPa — ligger nära omgivningsförhållandena kan fasövergångar uppnås i en bearbetningsanläggning med litet termodynamiskt arbete.
Fluor har bara en enda naturligt förekommande stabil isotop, så isotopologer av UF6 skiljer sig åt i sin molekylvikt baserat enbart på den närvarande uranisotopen. Denna skillnad är grunden för den fysiska separationen av uranisotoper vid anrikning. Omvandlingsfaktorn för 238U-isotopen för UF6 ("hex") till "U-massa" är .676.
Gasdiffusion kräver cirka 60 gånger så mycket energi som gascentrifugprocessen. Gasdiffusionsproducerat kärnbränsle producerar 25 gånger mer energi än vad som används i diffusionsprocessen, medan centrifugproducerat bränsle producerar 1 500 gånger mer energi än vad som används i centrifugprocessen. 
Anrikning av uran ger upphov till stora mängder utarmat uranhexafluorid, eller DUF6, som en avfallsprodukt. Långtidsförvaring av DUF6 utgör miljö-, hälso- och säkerhetsrisker på grund av dess kemiska instabilitet. När UF6 utsätts för fuktig luft reagerar den med vattnet i luften för att producera UO2F2(uranylfluorid) och HF (vätefluorid) som båda är mycket frätande och giftiga. År 2005 var 686 500 ton DUF6 inrymt i 57 122 lagringscylindrar nära Portsmouth, Ohio, Oak Ridge, Tennessee, och Paducah, Kentucky. Förvaringscylindrar måste regelbundet inspekteras med avseende på tecken på korrosion och läckage. Stålcylindrarnas beräknade livslängd mäts i årtionden.